# Chiamami con un altro nome
Chiamami con un altro nome è un romanzo di Liala, pubblicato per la prima volta a Milano presso l'editore Del Duca nel 1958.

## Trama
I due facoltosi cugini Viningher, Oliviero e Oddo, che lavorano nello stabilimento di famiglia, si contendono l'amore della contessina Ermengarda Pontassieve, la quale finisce per sposare Oddo. Ma questi è un giovane e impenitente playboy, che già prima delle nozze ha preso a frequentare Nena Lilli, un'attrice teatrale, e Lora Sau, una timida ragazza di soli sedici anni. Lora, appartenente a una famiglia gravata da grossi problemi economici, viene assunta dai Viningher, cosicché Oddo, sebbene sia ormai sposato, riallaccia i rapporti con lei. In seguito a un incidente Ermengarda perde il bambino che aspettava, e i medici dicono alla contessina che non potrà più procreare. Il matrimonio è allo sbando. Lora scopre di essere rimasta incinta e Oddo decide di fuggire con lei ma i due periscono in una sciagura aerea. Dopo molto tempo Oliviero coronerà il suo sogno d'amore al fianco di Ermengarda.